# Associação Portuguesa de Desportos
Associação Portuguesa de Desportos, zkráceně Portuguesa, je brazilský fotbalový klub z města São Paulo.
Klub byl založen portugalskou komunitou, klubovými barvami jsou portugalské národní barvy červená a zelená.

## Historie
Klub byl založen 14. srpna 1920 (v den výročí bitvy u Aljubarroty z roku 1385) sloučením 5 klubů portugalské komunity ze São Paula (Lusíadas Futebol Club, Portugal Marinhense, Associação Cinco de Outubro, Associação Atlética Marquês de Pombal a Esporte Club Lusitano) pod názvem Associação Portuguesa de Esportes. Za klubové barvy byly zvoleny portugalské národní barvy červená a zelená.
Ještě téhož roku se klub sloučil s Mackenzie College a přejmenoval se na Mackenzie-Portuguesa.
V letech 1935 a 1936 se klub stal mistrem státu São Paulo.
Roku 1940 se klub přejmenoval na Associação Portuguesa de Desportos.
V letech 1952 a 1955 vyhrála Portuguesa turnaj Rio-São Paulo.
Roku 1956 koupila Portuguesa pozemek od São Paulo FC, kde postavila nový stadion Canindé.
Roku 1973 se Portuguesa stala opět mistrem státu São Paulo.
Roku 1996 se Portuguesa dostala do finále play-off celobrazilského mistrovství, kde hrála s Gremiem 2:0 a 0:2, titul získalo Gremio díky lepšímu umístění v základní části.

## Úspěchy
- Campeonato Brasileiro Série A – finalista: 1

1996
- Mistr státu São Paulo: 3

1935, 1936, 1973
- Turnaj Rio-São Paulo: 2

1952, 1955